# Departament Zou
Zou – jeden z 12 departamentów Beninu. Zajmuje powierzchnię 5243 km². W spisie ludności z 11 maja 2013 roku liczył 851 580 mieszkańców. 

## Położenie
Położony jest w południowej części kraju. Graniczy z państwem Togo, a także z innymi departamentami Beninu – Couffo, Atlantique, Ouémé, Plateau i Collines. 

## Historia
W 1975 roku ówczesny Dahomej zmienił nazwę na obecną, Benin. Wówczas utworzono również 6 prowincji, wśród nich między innymi Zou. 15 stycznia 1999 roku w wyniku reformy administracyjnej z Zou wydzielono departament Collines. W wyniku tej samej reformy zmieniło nazewnictwo „prowincji” na „departamenty”. 

## Demografia
W 2013 roku populacja departamentu liczyła 851 580 mieszkańców. W porównaniu z 2002 rokiem rosła ona średnio o 3,17% rocznie. 
|  |